# Danh sách giải thưởng và đề cử của Jackson Wang
Vương Gia Nhĩ thường được biết đến với nghệ danh Jackson Wang (잭슨), là một nam ca sĩ, rapper, vũ công, nhà sản xuất âm nhạc, doanh nhân và cựu vận động viên người Hồng Kông hoạt động tại Trung Quốc. Anh là người sáng lập hãng thu âm Team Wang, đồng thời là giám đốc sáng tạo và nhà thiết kế chính cho thương hiệu thời trang Team Wang Design.

## Giải thưởng và đề cử

### Allkpop Awards
| Năm  | Hạng Mục      | Tác Phẩm Đề Cử | Kết Quả   | Chú Thích |
| ---- | ------------- | -------------- | --------- | --------- |
| 2015 | Best New Male | Roommate 2     | Đoạt giải |           |

### ASC Awards
| Năm  | Hạng Mục          | Tác Phẩm Đề Cử | Kết Quả   | Chú Thích |
| ---- | ----------------- | -------------- | --------- | --------- |
| 2014 | Best Couple Award |                | Đoạt giải |           |

### Asian Music Gala
| Năm  | Hạng Mục          | Tác Phẩm Đề Cử | Kết Quả   | Chú Thích |
| ---- | ----------------- | -------------- | --------- | --------- |
| 2017 | MTV Special Award |                | Đoạt giải | [ 1 ]     |

### Asian Pop Music Awards
| Năm  | Hạng Mục                         | Tác Phẩm Đề Cử     | Kết Quả      | Chú Thích |
| ---- | -------------------------------- | ------------------ | ------------ | --------- |
| 2021 | Best Collaboration Award         | "Should've Let Go" | Đề cử        |           |
| 2021 | People's Choice Award (Chinese)  |                    | Đoạt giải    |           |
| 2022 | Best Album of the Year (Chinese) | Magic Man          | Chưa công bố |           |
| 2022 | Record of the Year (Chinese)     | "Blow"             | Chưa công bố |           |
| 2022 | Best Music Video (Chinese)       | "Cruel"            | Chưa công bố |           |
| 2022 | Best Male Artist (Chinese)       |                    | Chưa công bố |           |

### BazaarIcons Party
| Năm  | Hạng Mục             | Tác Phẩm Đề Cử | Kết Quả   | Chú Thích   |
| ---- | -------------------- | -------------- | --------- | ----------- |
| 2021 | Musician of the Year |                | Đoạt giải | [ 2 ] [ 3 ] |

### BreakTudo Awards
| Năm  | Hạng Mục           | Tác Phẩm Đề Cử | Kết Quả   | Chú Thích   |
| ---- | ------------------ | -------------- | --------- | ----------- |
| 2018 | K-pop Male Artist  |                | Đoạt giải | [ 4 ] [ 5 ] |
| 2019 | K-pop Solo Artist  |                | Đoạt giải | [ 6 ] [ 7 ] |
| 2020 | Artist on the Rise |                | Đề cử     | [ 8 ]       |

### C-Pop Hit Show
| Năm  | Hạng Mục                                       | Tác Phẩm Đề Cử   | Kết Quả   | Chú Thích |
| ---- | ---------------------------------------------- | ---------------- | --------- | --------- |
| 2021 | Male Singer of the Year (Hong Kong and Taiwan) |                  | Đoạt giải |           |
| 2021 | Top Ten Songs of the Year                      | "Drive You Home" | Đoạt giải |           |

### Channel R Radio Awards
| Năm  | Hạng Mục              | Tác Phẩm Đề Cử  | Kết Quả   | Chú Thích |
| ---- | --------------------- | --------------- | --------- | --------- |
| 2020 | Best Male Solo Artist |                 | Đoạt giải | [ 9 ]     |
| 2020 | Best Album            | Mirrors         | Đề cử     | [ 9 ]     |
| 2020 | Best Collaboration    | "Pretty Please" | Đoạt giải | [ 9 ]     |

### Chinese Top Ten Music Awards
| Năm  | Hạng Mục                                | Tác Phẩm Đề Cử     | Kết Quả   | Chú Thích |
| ---- | --------------------------------------- | ------------------ | --------- | --------- |
| 2021 | Most Influential Male Singer in Asia    |                    | Đoạt giải |           |
| 2021 | Best Male Singer (Hong Kong and Taiwan) |                    | Đoạt giải |           |
| 2021 | Best Pop Collaboration                  | "Should've Let Go" | Đoạt giải |           |

### CMIC Music Awards
| Năm  | Hạng Mục                | Tác Phẩm Đề Cử  | Kết Quả   | Chú Thích |
| ---- | ----------------------- | --------------- | --------- | --------- |
| 2020 | Male Singer of the Year |                 | Đề cử     |           |
| 2020 | Best Music Video        | "Oxygen"        | Đề cử     |           |
| 2021 | Best Music Video        | "Pretty Please" | Đoạt giải |           |

### Esquire Gentle Gala
| Năm  | Hạng Mục              | Tác Phẩm Đề Cử | Kết Quả   | Chú Thích |
| ---- | --------------------- | -------------- | --------- | --------- |
| 2022 | Annual Musical Artist |                | Đoạt giải |           |

### Esquire Man At His Best (MAHB) Awards
| Lần | Năm  | Hạng Mục                      | Tác Phẩm Đề Cử | Kết Quả   | Chú Thích     |
| --- | ---- | ----------------------------- | -------------- | --------- | ------------- |
| 14  | 2017 | Fashion Music Man of the Year |                | Đoạt giải | [ 10 ] [ 11 ] |

### Global Chinese Golden Chart Awards
| Năm  | Hạng Mục                              | Tác Phẩm Đề Cử | Kết Quả   | Chú Thích |
| ---- | ------------------------------------- | -------------- | --------- | --------- |
| 2018 | The Most Popular Newcomer of The Year |                | Đoạt giải | [ 12 ]    |

### Global Chinese Music
| Năm  | Hạng Mục                  | Tác Phẩm Đề Cử | Kết Quả   | Chú Thích |
| ---- | ------------------------- | -------------- | --------- | --------- |
| 2021 | Best Original Music Award | "Alone"        | Đoạt giải |           |

### GQ Men Of The Year Awards
| Năm  | Hạng Mục           | Tác Phẩm Đề Cử | Kết Quả   | Chú Thích |
| ---- | ------------------ | -------------- | --------- | --------- |
| 2021 | Artist Of The Year |                | Đoạt giải |           |

### I-Magazine Fashion Face Awards
| Năm  | Hạng Mục   | Tác Phẩm Đề Cử | Kết Quả | Chú Thích |
| ---- | ---------- | -------------- | ------- | --------- |
| 2016 | Asian Male |                | Đề cử   | [ 13 ]    |

### iQiyi Scream Night
| Năm  | Hạng Mục         | Tác Phẩm Đề Cử | Kết Quả   | Chú Thích |
| ---- | ---------------- | -------------- | --------- | --------- |
| 2018 | Song of the Year | "Papillon"     | Đoạt giải | [ 14 ]    |

### MBC Entertainment Awards
| Lần | Năm  | Hạng Mục                     | Tác Phẩm Đề Cử | Kết Quả | Chú Thích |
| --- | ---- | ---------------------------- | -------------- | ------- | --------- |
| 16  | 2016 | Rookie Award in Variety Show | Real Men       | Đề cử   |           |

### NetEase Awards

#### NetEase Attitude Awards
| Năm  | Hạng Mục                                          | Tác Phẩm Đề Cử | Kết Quả   | Chú Thích |
| ---- | ------------------------------------------------- | -------------- | --------- | --------- |
| 2017 | Most Attitude Hip Hop Singer/Composer of The Year |                | Đoạt giải | [ 15 ]    |

#### NetEase Cloud Music 2019 Music List
| Năm  | Hạng Mục                               | Tác Phẩm Đề Cử       | Kết Quả   | Chú Thích            |
| ---- | -------------------------------------- | -------------------- | --------- | -------------------- |
| 2019 | Chinese Male Artist of the Year        |                      | Đề cử     | [ 16 ] [ 17 ] [ 18 ] |
| 2019 | Best Selling Digital Album of the Year | Mirrors              | Đoạt giải | [ 16 ] [ 17 ] [ 18 ] |
| 2019 | Most Popular Chinese Album of the Year | Mirrors              | Đoạt giải | [ 16 ] [ 17 ] [ 18 ] |
| 2019 | Most Popular Pop Album of the Year     | Mirrors              | Đoạt giải | [ 16 ] [ 17 ] [ 18 ] |
| 2019 | Most Popular Collaboration of the Year | "I Love You 3000 II" | Đoạt giải | [ 16 ] [ 17 ] [ 18 ] |
| 2019 | Most Popular Single of the Year        | "I Love You 3000 II" | Đề cử     | [ 16 ] [ 17 ] [ 18 ] |

#### NetEase Indie Music Awards
| Năm  | Hạng Mục                     | Tác Phẩm Đề Cử | Kết Quả   | Chú Thích |
| ---- | ---------------------------- | -------------- | --------- | --------- |
| 2021 | Best Male Artist of the Year |                | Đoạt giải | [ 19 ]    |

### Omona Awards
| Năm  | Hạng Mục       | Tác Phẩm Đề Cử                    | Kết Quả   | Chú Thích       |
| ---- | -------------- | --------------------------------- | --------- | --------------- |
| 2014 | Best Couple    | Roommate 2 với Heo Youngji (Kara) | Đoạt giải |                 |
| 2014 | Best Male Idol |                                   | Đoạt giải | với Mark (GOT7) |

### Philippines Kpop Conventions
| Lần | Năm  | Hạng Mục            | Tác Phẩm Đề Cử | Kết Quả   | Chú Thích |
| --- | ---- | ------------------- | -------------- | --------- | --------- |
| 6   | 2014 | Hottest Male Artist | Roommate 2     | Đoạt giải |           |

### SBS Entertainment Awards
| Lần | Năm  | Hạng Mục                         | Tác Phẩm Đề Cử | Kết Quả   | Chú Thích |
| --- | ---- | -------------------------------- | -------------- | --------- | --------- |
| 8   | 2014 | Best Male Rookie Award - Variety | Roommate 2     | Đoạt giải | [ 20 ]    |

### Sina Weibo Night Awards
| Năm  | Hạng Mục                            | Tác Phẩm Đề Cử | Kết Quả   | Chú Thích            |
| ---- | ----------------------------------- | -------------- | --------- | -------------------- |
| 2016 | Popular Artist of the Year          |                | Đoạt giải | [ 21 ]               |
| 2018 | Weibo Original Musician of the Year |                | Đoạt giải | [ 22 ]               |
| 2019 | Male God of the Year                |                | Đoạt giải | [ 23 ] [ 24 ] [ 25 ] |
| 2019 | Person of the Year                  |                | Đề cử     | [ 23 ] [ 24 ] [ 25 ] |
| 2019 | Weibo King                          |                | Đề cử     | [ 23 ] [ 24 ] [ 25 ] |

### Soompi Awards
| Lần | Năm  | Hạng Mục          | Tác Phẩm Đề Cử | Kết Quả   | Chú Thích |
| --- | ---- | ----------------- | -------------- | --------- | --------- |
| 10  | 2015 | Best Variety Star | Roommate 2     | Đoạt giải |           |

### Teen Choice Awards
| Năm  | Hạng Mục              | Tác Phẩm Đề Cử | Kết Quả   | Chú Thích |
| ---- | --------------------- | -------------- | --------- | --------- |
| 2018 | Choice Next Big Thing |                | Đoạt giải | [ 26 ]    |

### Tencent Video Star Awards
| Năm  | Hạng Mục                        | Tác Phẩm Đề Cử | Kết Quả   | Chú Thích |
| ---- | ------------------------------- | -------------- | --------- | --------- |
| 2016 | Annual Variety Star Award       | Go Fridge      | Đoạt giải |           |
| 2017 | Breakthrough Singer of the Year | "Papillon"     | Đoạt giải | [ 14 ]    |

### Top Chinese Music Awards
| Lần | Năm  | Hạng Mục                                         | Tác Phẩm Đề Cử | Kết Quả   | Chú Thích |
| --- | ---- | ------------------------------------------------ | -------------- | --------- | --------- |
| 16  | 2016 | The Most Loved Entertaining Couple with He Jiong | Go Fridge      | Đoạt giải | [ 27 ]    |

### Universe Boom Super Sphere Awards
| Năm  | Hạng Mục          | Tác Phẩm Đề Cử | Kết Quả   | Chú Thích |
| ---- | ----------------- | -------------- | --------- | --------- |
| 2021 | Music Stage Award |                | Đoạt giải |           |

### Weibo Star Award (Hong Kong)
| Năm  | Hạng Mục         | Tác Phẩm Đề Cử | Kết Quả   | Chú Thích |
| ---- | ---------------- | -------------- | --------- | --------- |
| 2017 | Popularity Award |                | Đoạt giải | [ 28 ]    |

## Giải thưởng khác
| Năm  | Giải Thưởng                                                        | Kết Quả   | Chú Thích |
| ---- | ------------------------------------------------------------------ | --------- | --------- |
| 2019 | The Full Ranking List Of 100 Most Beautiful Faces 2019             | 41th      |           |
| 2019 | TC Candler Most Handsome Faces in the World 2019                   | 41th      |           |
| 2020 | TCC Asia's Top 100 Most Handsome Faces In The Asia Pacific Of 2020 | 15th      |           |
| 2020 | TC Candler Most Handsome Faces in the World 2020                   | 56th      |           |
| 2020 | The 100 Sexiest Men in the World 2020 Starmometer                  | 7th       |           |
| 2020 | The Top 25 Most Handsome Chinese Idols Of 2020                     | 6th       |           |
| 2020 | Most Handsome Chinese Idols 2020 King Choice                       | 6th       |           |
| 2021 | Forbes China 30 Under 30 Asia 2021                                 | Đoạt giải |           |
| 2021 | Most Handsome Chinese Idols 2021 King Choice                       | 15th      |           |
| 2021 | TC Candler Most Handsome Faces in the World 2021                   | 61th      |           |

### Forbes China Celebrity 100
| Năm  | Hạng | Ref.   |
| ---- | ---- | ------ |
| 2019 | 40   | [ 29 ] |
| 2020 | 41   | [ 30 ] |
| 2021 | 10   | [ 31 ] |

## Thể thao
- Hạng 11 môn đấu kiếm tại Thế vận hội Trẻ em mùa hè 2010
- Hạng nhất môn đấu kiếm tại Asian Junior 2011
- Hạng nhất môn đấu kiếm tại Cadet Fencing Championship 2011